# Kościół Matki Bożej Królowej i św. Antoniego w Bukowie
Kościół Matki Bożej Królowej i św. Antoniego – rzymskokatolicki kościół filialny we wsi Bukowo, należący do parafii św. Rocha w Starych Budkowicach w dekanacie Zagwiździe, diecezji opolskiej.

## Historia kościoła
Przed II wojną światową jak i po niej, katolicy zamieszkujący Bukowo chodzili na nabożeństwa do kościoła parafialnego w Starych Budkowicach. Od wielu lat zatem mieszkańcy myśleli nad budową nowej świątyni. Myśl ta mocno była wspierana przez księdza Piotra Gołąbka (proboszcza Bogacicy), księdza Jerzego Bortla (proboszcza Starych Budkowic) i biskupa gliwickiego Jana Wieczorka (byłego proboszcza parafii w Bogacicy). Po latach starań budowa kościoła) ruszyła w 1985 roku. Świątynię zaprojektowali architekci: Damian Ligendza i Piotr Średniawy z Katowic. W 1991 roku wmurowano został kamień węgielny. W 1995 roku budowa kościoła została zakończona. 29 października 1995 roku biskup Jan Wieczorek, ordynariusz diecezji gliwickiej, konsekrował kościół, który otrzymał podwójne wezwanie Matki Bożej Królowej (patronka Nowej Bogacicy) i św. Antoniego (patron Bukowa). Na wieży wiszą dwa dzwony odlane w Ludwisarni Felczyńskich w Taciszowie. Ważą ok. 260 i 550 kg i noszą imiona:  Ojciec św. Benedykt XVI i Dzwon Wszystkich Świętych oraz Maryja Królowa, św. Antoni, Jan Paweł II.